# Volta a Portugal de 1976
A 38ª edição da Volta a Portugal em Bicicleta ("Volta 76") decorreu entre os dias 16 e 29 de Agosto de 1968. Composta por 17 etapas.

## Equipas
Participaram 104 ciclistas de 19 equipas:
- Alfenense
- Almodôvar
- Benfica
- Coelima
- Coimbrões
- Costa do Sol
- Lousa
- Facar
- Fafe
- FC Porto
- Louletano
- Manique
- Paredes
- Pinheiro de Loures
- Safina
- Sangalhos
- Selecção da Madeira
- São Jorge
- Gin. Tavira
- U. Coimbra

## Etapas
| Nº           | Data         | Etapa                                         | km  | Vencedor da Etapa                       | Camisola Amarela                  |
| ------------ | ------------ | --------------------------------------------- | --- | --------------------------------------- | --------------------------------- |
| Prólogo      | 16 de Agosto | Vilamoura - Vilamoura (C/R individual)        | 8   | Joaquim Andrade (Safina)                | Joaquim Andrade (Safina)          |
| 1ª etapa / A | 17 de Agosto | Vilamoura - Loulé                             | 70  | Flávio Henriques (Safina)               | Joaquim Andrade (Safina)          |
| 1ª etapa / B | 17 de Agosto | Pista de Loulé (Perseguição individual)       | 2   | Joaquim Andrade (Safina)                | Joaquim Andrade (Safina)          |
| 2ª etapa / A | 18 de Agosto | Loulé - Tavira                                | 66  | Alexandre Ruas (Costa do Sol)           | Joaquim Andrade (Safina)          |
| 2ª etapa / B | 18 de Agosto | Pista de Tavira (Perseguição individual)      | 2   | Joaquim Andrade (Safina)                | Joaquim Andrade (Safina)          |
| 3ª etapa     | 19 de Agosto | Évora - Sertã                                 | 193 | Marco Chagas (Costa do Sol)             | Joaquim Andrade (Safina)          |
| 4ª etapa / A | 20 de Agosto | Sertã - Mealhada                              | 135 | Manuel Caetanita (Almodôvar)            | Joaquim Andrade (Safina)          |
| 4ª etapa / B | 20 de Agosto | Pista de Sangalhos (Perseguição individual)   | 2   | José Amaro (Pinheiro de Loures)         | Joaquim Andrade (Safina)          |
| 5ª etapa     | 21 de Agosto | Mealhada - Paredes                            | 156 | Manuel de Oliveira (Pinheiro de Loures) | Joaquim Andrade (Safina)          |
| 6ª etapa     | 22 de Agosto | Paredes - Guimarães                           | 120 | Joaquim Carvalho (Costa do Sol)         | Joaquim Andrade (Safina)          |
| 7ª etapa     | 22 de Agosto | Circuito de Vila do Conde                     | 60  | Alexandre Ruas (Costa do Sol)           | Joaquim Andrade (Safina)          |
| 8ª etapa     | 24 de Agosto | Vila do Conde - Espinho                       | 134 | António Valente (Lousa)                 | Joaquim Andrade (Safina)          |
| 9ª etapa     | 25 de Agosto | Espinho - Oliveira de Frades                  | 90  | Alfredo Gouveia (Costa do Sol)          | Joaquim Sousa Santos (U. Coimbra) |
| 10ª etapa    | 26 de Agosto | Oliveira de Frades - Covilhã                  | 168 | Firmino Bernardino (Benfica)            | Firmino Bernardino (Benfica)      |
| 11ª etapa    | 27 de Agosto | Covilhã - Penhas da Saúde                     | 14  | Joaquim Andrade (Safina)                | Firmino Bernardino (Benfica)      |
| 12ª etapa    | 27 de Agosto | Covilhã (Torre) - Coimbra                     | 126 | Marco Chagas (Costa do Sol)             | Firmino Bernardino (Benfica)      |
| 13ª etapa    | 28 de Agosto | Circuito da Mealhada                          | 68  | Carlos Santos (Pinheiro de Loures)      | Firmino Bernardino (Benfica)      |
| 14ª etapa    | 29 de Agosto | Coimbra - Santarém                            | 147 | João Marta (Lousa)                      | Firmino Bernardino (Benfica)      |
| 15ª etapa    | 29 de Agosto | Vila Franca de Xira - Lisboa (C/R individual) | 35  | Firmino Bernardino (Benfica)            | Firmino Bernardino (Benfica)      |

## Classificações Finais
| Lugar | Nome                 | Nacionalidade | Equipa             | Tempo       |
| 01º   | Firmino Bernardino   | Portugal      | Benfica            | 42h 27' 03" |
| 02º   | António Fernandes    | Portugal      | Sangalhos          | + 2' 59"    |
| 03º   | Floriano Mendes      | Portugal      | Sangalhos          | + 4' 24"    |
| 04º   | Joaquim Andrade      | Portugal      | Safina             | + 8' 56"    |
| 05º   | Joaquim Sousa Santos | Portugal      | U. Coimbra         | + 11' 11"   |
| 06º   | Marco Chagas         | Portugal      | Costa do Sol       | + 11' 29"   |
| 07º   | João Costa           | Portugal      | Pinheiro de Loures | + 13' 19"   |
| 08º   | Joaquim Carvalho     | Portugal      | Costa do Sol       | + 14' 03"   |
| 09º   | Venceslau Fernandes  | Portugal      | Sangalhos          | + 14' 11"   |
| 10º   | Armindo Lúcio        | Portugal      | Costa do Sol       | + 15' 01"   |

## Outras classificações
Pontos: Alexandre Ruas (Costa do Sol), 56 pontos.
Montanha: Luís Teixeira (Coelima), 20 pontos.
Equipas: Sangalhos, 127h 38' 27"

## Ciclistas
Partiram: 104; Desistiram: 50; Terminaram: 54.
Media: 36,816 Km/h.